# Sergey Mihaylov
Sergey Mihaylov (ur. 5 marca 1976 w Oszu) – uzbecki bokser, brązowy medalista olimpijski.
Brał udział w igrzyskach azjatyckich w 1998 roku, na których wywalczył złoty medal, w finale pokonując wynikiem 9:5 reprezentanta Korei Południowej Lee Seung-bae. Na rozgrywanych w Houston mistrzostwach świata dotarł do fazy ćwierćfinałowej, w której został pokonany wynikiem 6:11 przez Ukraińczyka Aleksieja Trofimowa.
Reprezentował swój kraj na igrzyskach olimpijskich w Sydney. W półfinale został pokonany przez reprezentanta Rosji Aleksandra Lebziaka wynikiem 1:43, mimo to zdobył brązowy medal.
W 2002 obronił tytuł mistrza igrzysk azjatyckich, pokonując w finale reprezentanta Pakistanu Shoukata Ali'ego.